# Peridroma stictica
Peridroma stictica är en fjärilsart som beskrevs av Blanchard 1852. Peridroma stictica ingår i släktet Peridroma och familjen nattflyn. Inga underarter finns listade i Catalogue of Life.